# Жоасем, Констан
Константи́нус «Констан» Жоасем (нидерл. Constant Joacim; 3 марта 1908 года, Берхем — 12 июня 1979 года, Бланкенберге) — бельгийский футболист, защитник, участник чемпионата мира 1934 года.

## Клубная карьера
Жоасем — воспитанник футбольного клуба Роял Скалдис. В 1926 году дебютировал за клуб на позиции защитника. В 1929 году стал игроком выступавшего в чемпионат Бельгии по футболу клуба Берхем Спорт где выступал под руководством Эмиля Стейнена.
В 1935 году из-за финансовых трудностей, Жоасем и Стейнен покинули клуб и перешли в команду Олимпик Шарлеруа которая активно боролась за выход во второй дивизион. По итогам сезона, команда поднялась на дивизион выше. В 1941 году стал игроком «Льежа» и продолжал выступать за него до 1943 году. Завершил спортивную карьеру в команде Оверпельт-Фабрик.

## Карьера в сборной
С 1931 по 1937 годы провёл 11 матчей за сборную. 27 мая 1934 года в матче против Германии дебютировал на чемпионате мира 1934 года.
| Матчи и голы Констана Жоасема за сборную Бельгии | Матчи и голы Констана Жоасема за сборную Бельгии | Матчи и голы Констана Жоасема за сборную Бельгии | Матчи и голы Констана Жоасема за сборную Бельгии | Матчи и голы Констана Жоасема за сборную Бельгии | Матчи и голы Констана Жоасема за сборную Бельгии | Матчи и голы Констана Жоасема за сборную Бельгии |
| ------------------------------------------------ | ------------------------------------------------ | ------------------------------------------------ | ------------------------------------------------ | ------------------------------------------------ | ------------------------------------------------ | ------------------------------------------------ |
| №                                                | Дата                                             | Место проведения                                 | Соперник                                         | Счёт                                             | Голы                                             | Турнир                                           |
| 1                                                | 16 мая 1931                                      | Брюссель, Бельгия                                | Англия                                           | 1:4                                              | —                                                | Товарищеский матч                                |
| 2                                                | 31 мая 1931                                      | Лиссабон, Португалия                             | Португалия                                       | 4:4                                              | —                                                | Товарищеский матч                                |
| 3                                                | 27 мая 1934                                      | Флоренция, Италия                                | Германия                                         | 5:2                                              | —                                                | Чемпионат мира по футболу 1934                   |
| 4                                                | 9 мая 1936                                       | Брюссель, Бельгия                                | Англия                                           | 3:2                                              | —                                                | Товарищеский матч                                |
| 5                                                | 21 февраля 1937                                  | Брюссель, Бельгия                                | Франция                                          | 3:1                                              | —                                                | Товарищеский матч                                |
| 6                                                | 4 апреля 1937                                    | Дюрне, Бельгия                                   | Нидерланды                                       | 2:1                                              | —                                                | Товарищеский матч                                |
| 7                                                | 18 апреля 1937                                   | Брюссель, Бельгия                                | Швейцарии                                        | 1:2                                              | —                                                | Товарищеский матч                                |
| 8                                                | 25 апреля 1937                                   | Ганновер, Третий Рейх                            | Германия                                         | 1:0                                              | —                                                | Товарищеский матч                                |
| 9                                                | 2 мая 1937                                       | Роттердам, Нидерланды                            | Нидерланды                                       | 1:0                                              | —                                                | Товарищеский матч                                |
| 10                                               | 6 июня 1937                                      | Белград, Югославия                               | Югославии                                        | 1:1                                              | —                                                | Товарищеский матч                                |
| 11                                               | 10 июня 1937                                     | Бухарест, Румыния                                | Румыния                                          | 2:1                                              | —                                                | Товарищеский матч                                |

Итого: 11 матчей / 0 голов; 3 побед, 1 ничьих, 7 поражений.